# 哈尔滨公交551路
哈尔滨公交551路是哈尔滨公交的一条线路，全长34.8公里。由呼兰区呼兰亿兴小区到南岗区哈站。

## 历史
- 2007年12月26日，路线开通[1]，由哈尔滨天顺达道路运输有限公司负责营运。使用金龙XMQ6886HF型后置柴油空调车和江淮客车，共24辆[2]。分区点位于学院路道口，采取分段票价模式（呼兰亿兴小区至学院路道口3元，学院路道口至哈站2元）。
- 2008年4月，更换为金龙XMQ6105G型后置柴油空调公交车，原有的金龙XMQ6886HF型后置柴油空调车和江淮客车分配至哈尔滨公交552路继续使用。
- 2008年11月，增添金龙XMQ6105G4型后置柴油空调公交车。
- 2009年4月，为应对客流增长，再度增添金龙XMQ6105G4型后置柴油空调公交车。
- 2009年5月1日，因哈尔滨呼兰河大桥收费站撤销，本路线车辆不再缴纳过路费[3]。同时因海城街施工，去往呼兰亿兴小区方向取消铁路街-海城街-松花江街走向，改为铁路街-海城街-松花江街走向[4]。
- 2009年5月31日，海城街施工结束，551路恢复原有走向。
- 2010年5月1日，因铁路街施工，去往哈站方向取消公司街-铁路街走向，改为公司街-松花江街-海城街走向。去往呼兰亿兴小区方向取消铁路街-海城街-松花江街-下夹树街-利群街-邮政街走向，改为海城街-松花江街-下夹树街-上方街-邮政街走向[5]。
- 2010年6月8日，因公路大桥施工，551路改为分段运行模式：呼兰亿兴小区-太阳岛道口、河曲街-哈站[6]。
- 2010年6月10日，公路大桥施工结束，551路恢复正常运行。
- 2010年7月21日，铁路街施工结束，551路恢复原有走向。
- 2011年9月26日，被授予“市民最满意公交线路”称号[7]。
- 2014年10月27日，因哈尔滨天顺达道路运输有限公司与其他企业合并为全利公交客运集团，本路线变为由全利公交客运集团经营[8]。
- 2015年5月15日，将部分金龙XMQ6105G4型后置柴油空调公交车分配至新开通的呼兰河口湿地专线1号线使用[9]。
- 2015年7月，为方便更多居民出行，本路线增加义乌城站、正大集团站、杉杉奥特莱斯广场站[10]。
- 2015年9月12日，因松北大道施工，去往哈站方向取消松北大道-友谊路走向，改为松北大道-世茂大道-祥安南大街-阳明滩大道-友谊西路-友谊路走向。临时取消冰雪大世界站、太阳岛道口站[11]。
- 2015年9月16日，松北大道施工结束，551路恢复原有走向[12]。
- 2015年11月1日，改为无人售票分段计费，票价不变。
- 2016年12月，增添曾用于呼兰河口湿地专线1号线的金龙XMQ6105G4型后置柴油空调公交车以及哈尔滨公交552路的金龙XMQ6106G3型后置柴油空调公交车、金龙XMQ6105G4型后置柴油空调公交车和金龙XMQ6105G6型后置柴油空调公交车。
- 2017年5月6日，因哈尔滨站改造，551路在哈站的停靠处调整至目前位置[13]。

## 车站一览
| 序号 | 車站名稱               | 哈站方向 位置（下行）        | 呼兰亿兴小区方向 位置（上行） | 换乘轨道交通 |
| ---- | ---------------------- | ---------------------------- | ----------------------------- | ------------ |
| 1    | 呼兰亿兴小区           | 共和路/乐水街                | 乐水街                        |              |
| 2    | 四副食                 | 南大街/建设南路/工夫市路     | 南大街/建设南路/工夫市路      |              |
| 3    | 大江广厦               | 南大街/码头路/文化路         | 南大街/码头路/文化路          |              |
| 4    | 义乌城                 | 哈萝公路                     | 哈萝公路                      |              |
| 5    | 正大集团               | 哈萝公路                     | 哈萝公路                      |              |
| 6    | 富佳新天地             | 利民大道                     | 利民大道                      |              |
| 7    | 杉杉奥特莱斯广场       | 利民大道/杉杉路              | 利民大道                      |              |
| 8    | 学院路道口             | 利民大道/学院路/齐民路       | 利民大道/学院路/齐民路        |              |
| 9    | 大耿家                 | 松北大道/万宝大道/江北中环路 | 松北大道/万宝大道/江北中环路  |              |
| 10   | 省农机大市场           | 松北大道/龙川路              | 松北大道/龙川路               |              |
| 11   | 前进道口               | 松北大道/虎园路/滨北街       | 松北大道/虎园路/滨北街        |              |
| 12   | 冰雪大世界             | 松北大道/冰景街              | 松北大道/冰景街               |              |
| 13   | 太阳岛道口             | 松北大道/太阳大道            | 松北大道/太阳大道             |              |
| 14   | 社会科学院             | 上海街/爱园路                |                               |              |
| 15   | 上海街（焦视眼科医院） |                              | 上海街                        |              |
| 16   | 哈站                   | 铁路街/公司街                | 铁路街/公司街                 | 哈尔滨站     |

## 车型图片

### 当前用车型

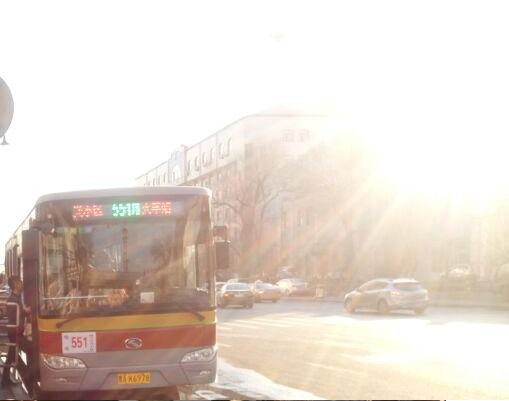
XMQ6106G3（2016年12月至今）
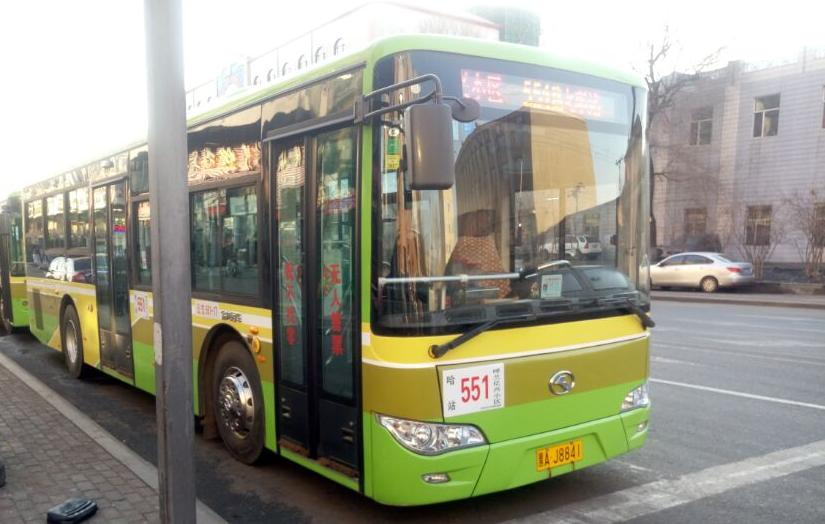
XMQ6106G3（2016年12月至今）

### 过去用车型

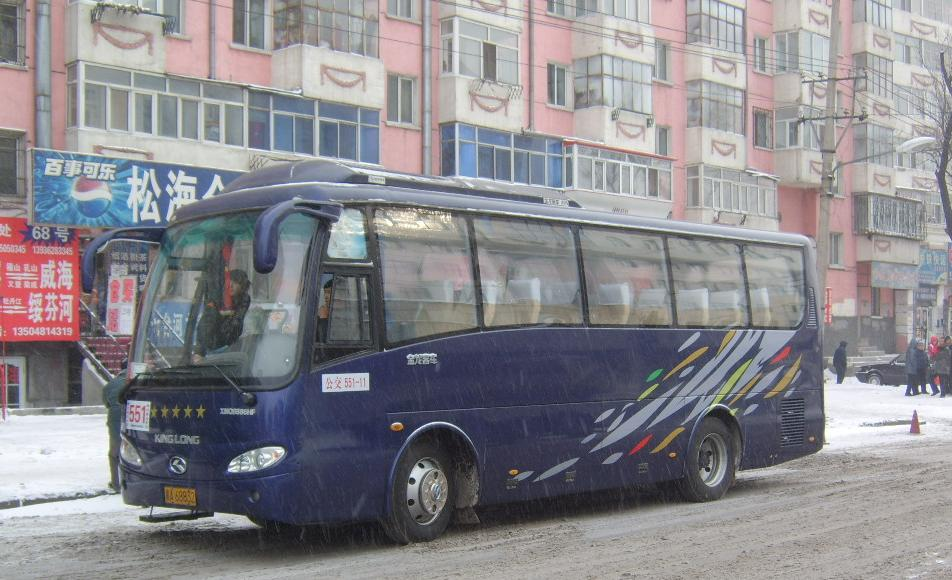
XMQ6886HF（2007年12月26日-2008年4月）
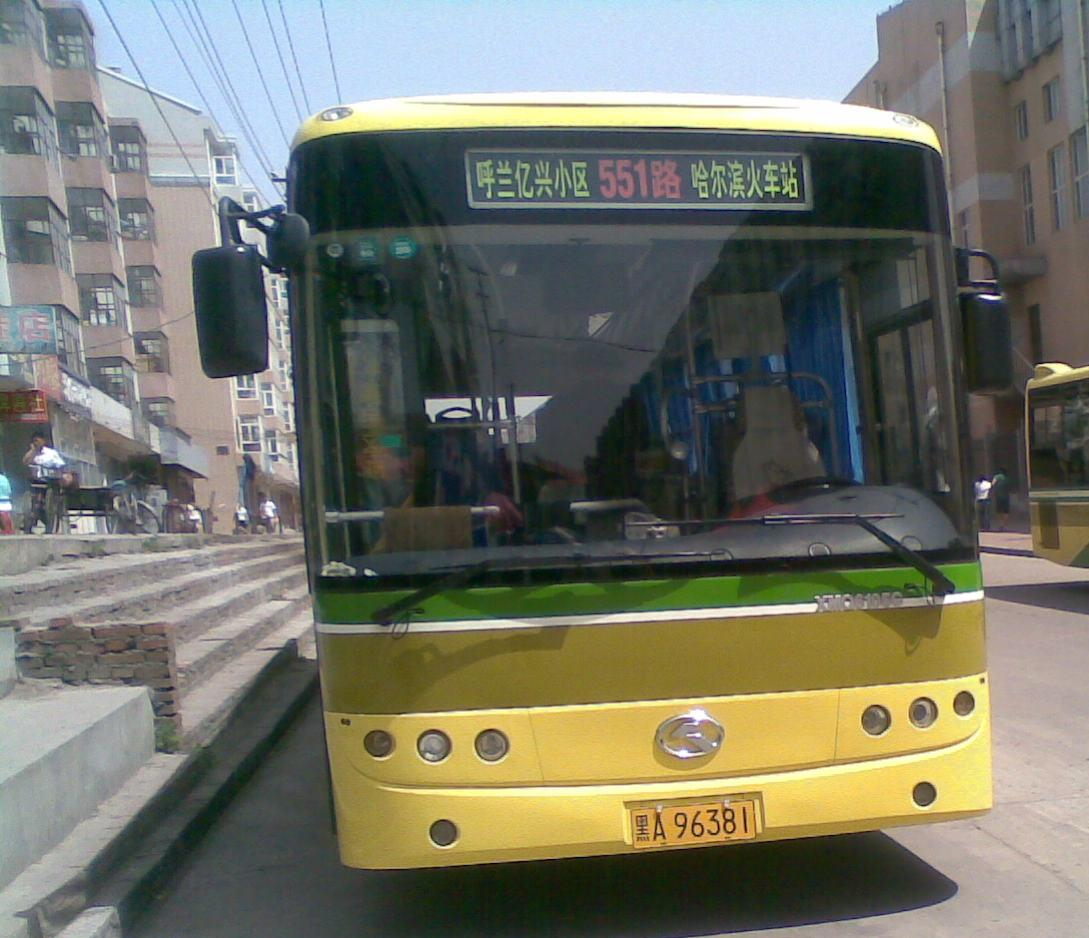
XMQ6105G（2008年4月-2016年12月）